# 市川中央インターチェンジ
市川中央インターチェンジ（いちかわちゅうおうインターチェンジ）は、千葉県市川市平田にある東京外環自動車道のインターチェンジである。京葉・高谷方面への入口、京葉・高谷方面からの出口のみのハーフICである。

## 歴史
- 2016年（平成28年）11月9日 : IC名称が「市川中央IC」に正式決定（仮称は市川南IC）[1]。
- 2018年（平成30年）6月2日 : 三郷南IC - 高谷JCT間の開通に伴い、供用開始[2]。
- 2025年（令和7年）9月2日：入口料金所がETC専用化（予定）[3]。

## 周辺
- 菅野駅
- 市川市立第八中学校
- 市川市立平田小学校
- 千葉県立市川工業高等学校
- 市川郵便局

## 接続する道路
- 直接接続
  - C3東京外環自動車道(86番)
  - 国道298号
- 間接接続
  - 国道14号

## 隣
C3 東京外環自動車道
(85)市川北IC - (86)市川中央IC - (90)京葉JCT